# سانتیاگو ریموندا
سانتیاگو ریموندا (انگلیسی: Santiago Raymonda؛ زادهٔ ۳ آوریل ۱۹۷۹) بازیکن فوتبال اهل آرژانتین است.
از باشگاه‌هایی که در آن بازی کرده‌است می‌توان به باشگاه فوتبال آرسنال ساراندی، باشگاه فوتبال بانفیلد، و باشگاه فوتبال آرژانتینوس جونیورز اشاره کرد.